# Burgstraße 18 (Meißen)

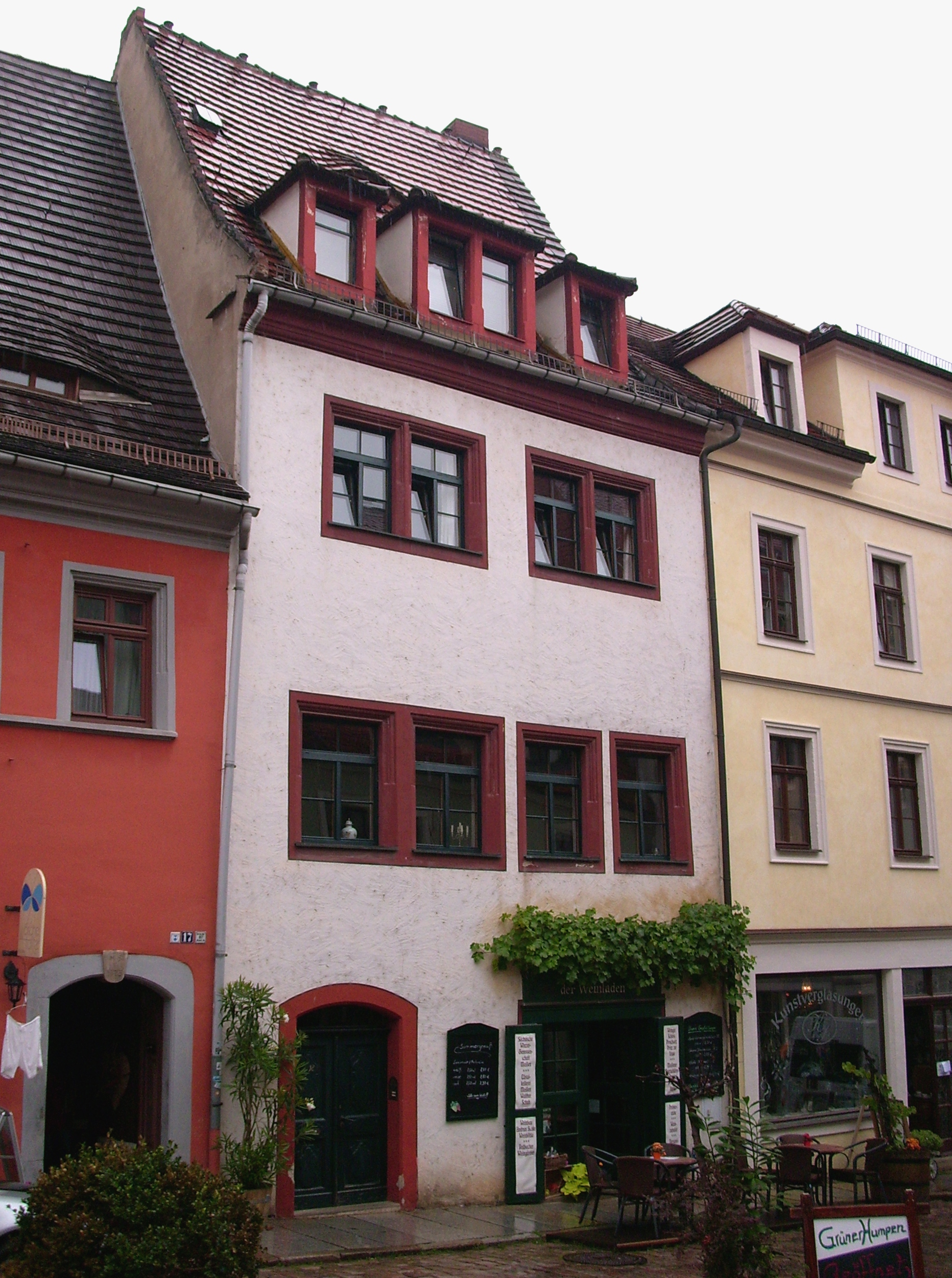
Burgstraße 18 (Meißen)

Das Haus Burgstraße 18 ist ein barock umgebautes Wohnhaus der Renaissancezeit mit Laden in Meißen; es steht unter Denkmalschutz und wird als Wohn- und Geschäftshaus (Vinothek) genutzt.

## Geschichte und Architektur
Das Bauwerk der Renaissance mit Ladenraum wurde auf einem Vorgängerbauwerk im Jahr 1559 erbaut und in der Barockzeit überformt; nach 1988 erfolgte eine grundlegende Restaurierung.
Obwohl das Bauwerk bereits 1984 an der Straßenfassade renoviert worden war, bedurfte es eines neuen Daches und die Ausstattung der Wohnungen entsprach noch dem 19. Jahrhundert. Nach 1988 wurde mit der Sanierung begonnen und das Bauwerk gehörte zu den ersten nach der Wende vollendeten Sanierungen. Die innere Struktur des Hauses der Renaissance wurde wiederhergestellt, wobei Holzbalkendecken, Segmentbögen und Konsolsteine erhalten wurden.
Das Dach und die Decken wurden dendrochronologisch auf 1558 datiert. Im Keller östlich des Vorderhauses sind noch Teile des Vorgängerbauwerks erhalten, dieser Teil wird heute als Weinstube genutzt.
Die Breite des Hauses entspricht mit etwa 6 m der ursprünglichen Grundstücksbreite und ist in dieser Form nur noch an wenigen Orten der Stadt erhalten, etwa am Haus Markt 6. Als ursprünglich dreigeschossiges Haus gehört dieses Haus zu den höheren Gebäuden der ursprünglichen Stadtbebauung; die Häuser der Altstadt waren zumeist nur zweigeschossig.
Die Fassade ist mit profilierten Sandsteinfenstergewänden gestaltet, im Erdgeschoss ist eine stichbogige Eingangstür mit barock erneuertem Türblatt angeordnet. Bei den Bauarbeiten wurden Bruchstücke eines Sitznischenportals gefunden, das sich etwa am heutigen Zugang zum Weingeschäft befand und zum ursprünglichen Bauwerk der Renaissance gehört.
Das Innere ist in beiden Etagen mit profilierten hölzernen Balkendecken abgeschlossen, an denen Reste einer ursprünglich stark farbigen Renaissancefassung nachgewiesen und durch G. Preuß um 1991 restauriert werden konnten; die Profile sind mit einem Wechsel von Kehle und Stab mit Schiffskehlen an den Enden gestaltet.
Bei der Renovierung in den 1990er Jahren wurden Teile einer Stabbohlenwand gefunden; diese wurde am ursprünglichen Ort wiederhergestellt und prägt damit neben den Holzbalkendecken und den weiteren typischen bauzeitlichen Gestaltungsmitteln wie Konsolen und Segmentbögen die Innenräume des inzwischen restaurierten und sanierten Bauwerks.
In den Obergeschossen ist weitgehend die Raumstruktur der Renaissancezeit wiedergestellt, die durch Stube und Kammern auf der Straßenseite mit rückseitiger Küche sowie Diele und Treppe gekennzeichnet ist; im Erdgeschoss ist der heutige Ladenraum barock überformt mit Putzdecke und teilweise erhaltenen Stuckleisten gestaltet und wurde bei der Restaurierung 1994 neu mit einer Himmelsdarstellung gefasst.
Dabei wurde der Fußboden auf das ursprüngliche Niveau zurückgebracht, das gegenüber der Bauzeit um 50 cm erhöht wurde. Das Niveau der ersten, auf 1109 datierten Bohlenstraße lag 3 m unter dem heutigen.
An den Ladenraum schließt sich der enge Raum einer Schwarzküche mit geneigter Gewölbedecke an, an die nach oben hin eine Steigesse mit 1,5 × 1,5 m Querschnitt anschloss, die zu Beginn der 1990er Jahre nachgewiesen wurde; im darunterliegenden Fußboden wurde die Herdstelle der Küche gefunden.

## Besonderheiten
Auf den ältesten historischen Darstellungen der Stadt (Hiob Magdeburg 1558, Stadtansicht 1601) ist ein östlich des Renaissancebaues gelegener Vorgängerbau und vor 1601 eine Baustelle zu vermuten.
Das Haus nahm weniger Schaden während des Schwedeneinfalls im Dreißigjährigen Krieg, denn es gehörte zu den noch bewohnbaren Gebäuden; im Verzeichnis der Kriegsschäden wird ein Hans Thürmer als Bewohner genannt und das Haus auf 400 Gulden geschätzt.
Bis etwa 1850 durfte des Eigentümer zweimal im Jahr Bier brauen und ausschenken. Dieses Braurecht war ein Privileg, das nur ausgewählten Bürgern zuteilwurde.
Im Bereich des heutigen Gartens waren bis um 1980 Seitengebäude und ein Hinterhaus mit hölzernem Laubengang erbaut; dieser Hof wurde von Ludwig Richter für seine Zeichnung „Schlachtfest“ als Motiv gewählt. Beim Bau wurden auch Ziegel im Klosterformat mit eingeritztem Sonnenrelief und mit Katzenpfotenabdrücken, sogenannte Feierabendziegel, gefunden.

## Entwicklung bis zur Wende
Um 1984 waren die Dachdeckung und die straßenseitigen Fenster instand gesetzt worden, im Übrigen war das Haus am Holz- und Mauerwerk schadhaft und im Wohnkomfort nicht mehr zeitgemäß.
Das Vorderhaus wurde bis etwa 1980 durch drei Wohnungen und ein Ladengeschäft genutzt. Nach Schaffung der Möglichkeit des privaten Wohnungskaufs in den 1980er Jahren wurden Häuser von Privatpersonen gekauft, deren Eigeninitiative und Finanzkraft ausreichten, sich ein wieder bewohnbares Haus herzustellen. Unter Mithilfe von Gleichgesinnten und Freunden wurde die Renovierung des vorliegenden Hauses geplant und ab 1988 teilweise umgesetzt.

## Entwicklung nach der Wende
In den Jahren um 1990 stockte die Umsetzung dieses Plans zunächst bedingt durch die deutsche Wiedervereinigung und die Währungsumstellung. Da es sehr bald danach Initiativen des Bundes und der Länder zur Unterstützung gab, konnte das Bauvorhaben mit zeitgemäßen und denkmalschonenden Techniken und Materialien fortgeführt werden, wodurch das Haus behutsam instand gesetzt werden konnte.
Durch die denkmalpflegerische Erforschung und Dokumentation konnte das vorliegende Haus erhalten werden; es gehörte damit zu den ersten nach der Wende fertiggestellten Altstadthäusern in Meißen und wurde ab Ende 1992 wieder bewohnt.